# Херманн, Эдуард
Эдуард Херманн (эст. Eduard Hermann) — российский и эстонский легкоатлет, выступавший в спортивной ходьбе, боксёр. Участник летних Олимпийских игр 1912 и 1920 годов.

## Биография
Эдуард Херманн родился 10 июля (28 июня по старому стилю) 1887 года в российском селе Сотага Лифляндской губернии (сейчас в Эстонии).
В 1911 году начал заниматься спортивной ходьбой в спортивном обществе «Тервис» в Юрьеве под началом Хендрика Тыниссона.
В 1912 году победил в тестовых предолимпийских соревнованиях в Риге в ходьбе на 10 км.
В том же году вошёл в состав сборной России на летних Олимпийских играх в Стокгольме. Выступал в ходьбе на 10 км, не завершил дистанцию в полуфинале.
Участвовал в Первой мировой войне в составе русской армии. В ноябре 1914 года попал в немецкий плен.
В 1920 году выиграл первые соревнования в независимой Эстонии в ходьбе на 3 км. В том же году установил рекорд республики на этой дистанции — 14 минут 49,8 секунды.
В 1920 году вошёл в состав сборной Эстонии на летних Олимпийских играх в Антверпене. В ходьбе на 3 км и на 10 км был дисквалифицирован в полуфинале.
Тогда же стал заниматься боксом в таллинском клубе «Старт» под руководством Аркадия Харлампиева. В 1920 году опубликовал в газете Eesti Sporfileht статьи об истории и технике бокса, став одним из основоположников научного подхода к этому виду спорта в Эстонии. 1 октября 1921 года участвовал в первой встрече с Хельсинкским боксёрским клубом.
В 1926 году эмигрировал в Австралию. Работал начальником бригады эстонцев, занимавшейся земледельческими и лесохозяйственными работами. Позже был фермером.
Умер 8 февраля 1960 года в австралийском поселении Четсвуд (сейчас часть Сиднея).

## Личные рекорды
- Ходьба на 3 км — 12.08,0 (1912)[2]
- Ходьба на 10 км — 53.43,0 (1913)[2]